# جيمناسيا لابلاتا
جيمناسيا لابلاتا (بالإسبانية: Club de Gimnasia y Esgrima La Plata) والمعروف أيضًا باسم جيمناسيا، هو نادي رياضي أرجنتيني يقع في مدينة لا بلاتا، تأسيس عام 1887م. وهو معروف في الغالب بفريق كرة القدم، الذي يلعب حاليًا في دوري الدرجة الأولى الأرجنتيني لكرة القدم. جاء تأسيسه بعد خمس سنوات فقط من إنشاء مدينة لا بلاتا في عام 1882. وهو أقدم نادي كرة قدم لا يزال مشاركًا في الدوري الأرجنتيني.
يستضيف النادي أيضًا عددًا كبيرًا من الرياضات مثل ألعاب القوى وكرة السلة والملاكمة والشطرنج والمبارزة وكرة الصالات والجمباز الفني والهوكي الميداني وفنون الدفاع عن النفس (الأيكيدو والكاراتيه والكندو والتايكوندو) والسباحة والتزلج على الجليد والتنس والكرة الطائرة ورفع الأثقال.
كان النادي تحت إدارة أسطورة كرة القدم دييغو مارادونا، من سبتمبر 2019 حتى وفاته في نوفمبر 2020.

## التاريخ
تأسس نادي "جيمناسيا وإسجريما لا بلاتا" في 3 يونيو 1887 كجمعية مدنية، وبالتالي فهو أقدم نادي كرة قدم لا يزال مشاركًا في الدوري الأرجنتيني. كما يزعم النادي أنه أقدم نادي كرة قدم في الأمريكتين، على الرغم من أن أندية كرة القدم الأخرى، مثل نادي ليما للكريكيت البيروفي، لها تواريخ تأسيس أقدم.
كانت أول الرياضات المقدمة لأعضائه الجمباز والمبارزة، كما يشير اسمه الإسباني، نادي الجمباز والمبارزة في لا بلاتا. كانت الأندية التي تدعم هذه الرياضات شائعة بين الطبقات العليا في نهاية القرن التاسع عشر. في وقت لاحق، تمت إضافة تخصصات أخرى، بما في ذلك ألعاب القوى وكرة القدم وكرة السلة والرجبي.
في 17 ديسمبر 1897، عاد إلى اسمه الأصلي: "نادي الجمباز والمبارزة في لا بلاتا". من يوليو 1952 إلى 30 سبتمبر 1955، تم تسمية النادي "نادي الجمباز والمبارزة لإيفا بيرون" (نادي إيفا بيرون للجمباز والمبارزة) لأن مدينة لا بلاتا نفسها تم تغيير اسمها إلى "إيفا بيرون" في عام 1952، بعد وفاة إيفا بيرون. عادت المدينة إلى اسمها السابق أثناء حكومة "الثورة التحريرية"، وكذلك فعل النادي. ومع ذلك، ظل يُعرف قانونيًا باسم "نادي الجمباز والمبارزة في لا بلاتا".
تمت ترقية نادي جيمناسيا إلى الدرجة الأولى بعد أن أصبح بطل دوري الدرجة المتوسطة لكرة القدم الأرجنتينية في عام 1915. لاحقًا، في عام 1929، فاز النادي بأول بطولة دوري الدرجة الأولى. خلال السنوات المتعاقبة، أصبح جيمناسيا بطل دوري الدرجة الثانية في أعوام 1944 و1947 و1952 وفاز بكأس المئوية للأرجنتين في عام 1994. بالإضافة إلى ذلك، كان الفريق وصيفًا في دوري الدرجة الأولى في خمس مناسبات. وظل النادي في أعلى مستوى في كرة القدم الأرجنتينية لمدة 73 موسمًا، مما يمنحه مع نيويلز أولد بويز ثامن أطول مشاركة على هذا المستوى.